# Leptostylus perniciosus
Leptostylus perniciosus är en skalbaggsart som beskrevs av Monné och Hoffmann 1981. Leptostylus perniciosus ingår i släktet Leptostylus och familjen långhorningar.
Artens utbredningsområde är:
- Guyana.
- Paraguay.
- Surinam.

Inga underarter finns listade i Catalogue of Life.